# Eric Temple Bell
Eric Temple Bell (7 de febrero de 1883-21 de diciembre de 1960) fue un matemático y escritor de ciencia ficción de origen escocés que vivió en los Estados Unidos la mayor parte de su vida. Publicó obras de no ficción con su nombre de pila y obras de ficción con el  seudónimo de John Taine.

## Biografía
Bell nació en Peterhead, Escocia siendo el menor de tres hermanos. En 1884 la familia abandonó Escocia rumbo a Estados Unidos, donde vivieron en la ciudad de San José, en California, cuando Eric tenía 15 meses de edad. La familia regresó a Bedford, Inglaterra después de la muerte de su padre, el 4 de enero de 1896, pero en 1902 Bell regresó a los Estados Unidos.
Estudió en la Bedford Modern School (Bedfordshire, Inglaterra), donde su profesor Edward Mann Langley lo inspiró a continuar formándose en matemáticas, lo que hizo en la Universidad de Stanford primero, y luego en las universidades de Washington y de Columbia (en esta última fue alumno de Cassius Jackson Keyser). Ejerció la docencia en la mencionada Universidad de Washington y después en el Instituto de Tecnología de California.
Enfocó sus investigaciones principalmente en la teoría de números (véase también serie de Bell). Intentó, sin resultados exitosos, hacer el tradicional cálculo umbral (entendió esa vez que debía hacer lo mismo que en el método simbólico de Blissard) de manera rigurosamente lógica. También realizó muchos estudios utilizando las funciones generadoras, tratadas formalmente como series de potencias, sin atender por la convergencia. Es el epónimo de los polinomios de Bell y los números de Bell de las combinatorias (pero no de la curva Bell). En el año 1924 fue premiado con el Premio Bôcher por su trabajo en el análisis de la matemática. Murió en el año 1960 en Watsonville, California.

## Ficción y poesía
Durante los inicios de la década de 1920, Bell escribió poemas y novelas de ciencia ficción. Usando el  seudónimo John Taine publicó The Purple Sapphire (El zafiro púrpura, en español) en 1924 y El diente dorado en 1927. Esto fue antes de Hugo Gernsback y de la publicación de género de la ciencia ficción. Sus novelas se publicaron más tarde, tanto en forma de libro como por entregas en revistas. Basil Davenport, del New York Times, describió a Taine como "uno de los primeros científicos de verdad que escribe ciencia ficción, [que] hizo mucho para sacarla de la fase de policías-y-ladrones interplanetarios." Pero concluyó que "[Taine] lamentablemente no tiene don para ser un novelista, por su estilo y especialmente por la caracterización.

## Matemáticas

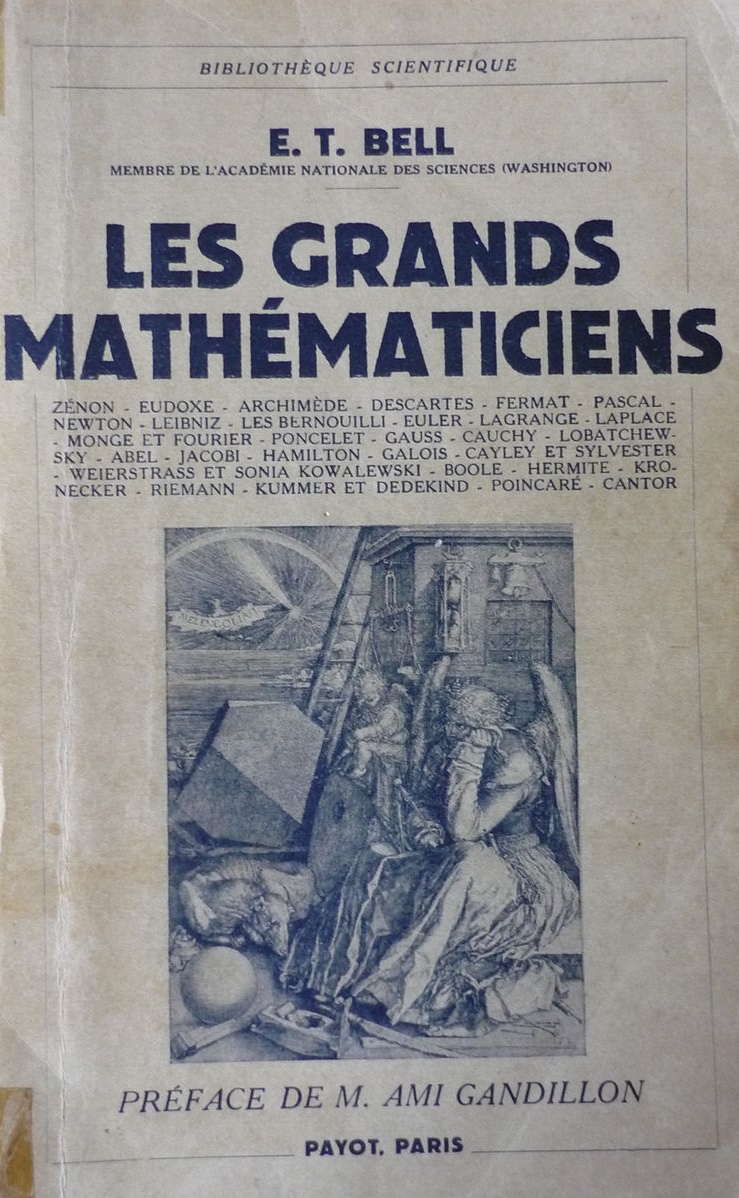
Portada de la edición en francés de la obra Los grandes matemáticos de Bell

Bell escribió un libro de ensayos biográficos llamado Men of Mathematics (Los grandes matemáticos, en español), donde nombra a la mujer matemática más popular del siglo XIX, Sofia Kovalevskaya). El libro, que aún se imprime, inspiró a grandes figuras de los números, incluyendo a Julia Robinson, John Forbes Nash, Jr., y Andrew Wiles a comenzar su carrera como matemáticos. Algunos historiadores matemáticos han disputado la veracidad de la historia de Bell ya que no distingue entre las anécdotas y la historia. Ha sido también criticado por romantizar la vida del matemático Évariste Galois. Por ejemplo: "[E. T.] El relato de Bell [sobre la vida de Galois], con mucho el más famoso, es también el más ficticio" Su tratamiento de Georg Cantor, que reducía a estereotipos las relaciones de Cantor con su padre y con Leopold Kronecker, ha sido criticado aún más severamente.
El último libro de Bell, Development of Mathematics (Desarrollo de las matemáticas, en español), ha sido menos famoso. The Last Problem (El último problema, en español) es una historia social y matemática.[cita requerida]

## Trabajos

### Libros científicos
- An Arithmetical Theory of Certain Numerical Functions, Seattle Washington, The University, 1915, 50p. PDF/DjVu copy from Internet Archive.
- The Cyclotomic Quinary Quintic, Lancaster, Pennsylvania, The New Era Printing Company, 1912, 97p.
- Algebraic Arithmetic, New York, American Mathematical Society, 1927, 180p.
- Debunking Science, Seattle, University of Washington book store, 1930, 40p.
- The Queen of the Sciences, Stechert, 1931, 138p.
- Numerology, Baltimore: The Williams & Wilkins Co., 1933, 187p. LCCN 33006808
  - Reprint: Westport, CT: Hyperion Press, 1979, ISBN 0-88355-774-6, 187p. – "Reprint of the ed. published by Century Co., New York" LCCN 78013855
- The Search for Truth, Baltimore, Reynal and Hitchcock, 1934, 279p.
  - Reprint: Williams and Wilkins Co, 1935
- The Handmaiden of the Sciences, Williams & Wilkins, 1937, 216p.
- Man and His Lifebelts, New York, Reynal & Hitchcock, 1938, 340p.
  - Reprint: George Allen & Unwin Ltd, 1935, 2nd printing 1946
  - Reprint: Kessinger Publishing, 2005
- Men of Mathematics, New York, Simon and Schuster, 1937, 592p.
  - Reprint: Touchstone (Simon & Schuster paperback), 1986. ISBN 0-671-62818-6 LCCN 86010229
- The Development of Mathematics, New York, McGraw-Hill, 1940, 637p.
  - Second Edition: New York, McGraw-Hill, 1945, 637p.
  - Reprint: Dover Publications, 1992
- The Magic of Numbers, Whittlesey House, 1946, 418p.
  - Reprint: New York, Dover Publications, 1991, ISBN 0-486-26788-1, 418p.
  - Reprint: Sacred Science Institute, 2006
- Mathematics: Queen and Servant of Science, McGraw-Hill, 1951, 437p.
- The Last Problem, New York, Simon and Schuster, 1961, 308p.
  - Reprint: Mathematical Association of America, 1990, ISBN 0-88385-451-1, 326p.

### Novelas
- The Purple Sapphire (1924)
- The Gold Tooth (1927)
- Quayle's Invention (1927)
- Green Fire (1928)
- The Greatest Adventure (1929)
- The Iron Star (1930)
- The Time Stream (1931)
- Seeds of Life (1931)
- Before the Dawn (1934)
- Tomorrow (1939)
- The Forbidden Garden (1947)
- The Cosmic Geoids and One Other (1949)
- The Crystal Horde (1952)
- G.O.G. 666 (1954)

### Poesía
- The Singer (1916)